# Communes de la province de Crotone
- Haut – A
- B
- C
- D
- E
- F
- G
- H
- I
- J
- K
- L
- M
- N
- O
- P
- Q
- R
- S
- T
- U
- V
- W
- X
- Y
- Z

## B
- Belvedere di Spinello

## C
- Caccuri
- Carfizzi
- Casabona
- Castelsilano
- Cerenzia
- Cirò
- Cirò Marina
- Cotronei
- Crotone
- Crucoli
- Cutro

## I
- Isola di Capo Rizzuto

## M
- Melissa
- Mesoraca

## P
- Pallagorio
- Petilia Policastro

## R
- Rocca di Neto
- Roccabernarda

## S
- San Mauro Marchesato
- San Nicola dell'Alto
- Santa Severina
- Savelli
- Scandale
- Strongoli

## U
- Umbriatico

## V
- Verzino